# Najeźdźcy z Marsa (film 1986)
Najeźdźcy z Marsa (tytuł oryg. Invaders from Mars) – amerykański horror science-fiction w reżyserii twórcy filmów grozy, Tobe’a Hoopera. Film jest remakiem Najeźdźców z Marsa Williama Camerona Menziesa z 1953 roku. Powstał na fali popularności Ducha – wcześniejszego hollywoodzkiego horroru Hoopera.
W roku 1987 film dwukrotnie nominowano do Złotych Malin – za drugoplanowy występ aktorki Louise Fletcher oraz za najgorsze efekty wizualne.

## Fabuła
Mały chłopiec, David, uważa się za świadka lądowania niezidentyfikowanego obiektu latającego. Wkrótce odkrywa, że Ziemię opanowują powoli Obcy, a ich ofiarami padają jego najbliżsi.

## Obsada
- Karen Black jako Linda Magnusson
- Hunter Carson jako David Gardner
- Timothy Bottoms jako George Gardner
- Laraine Newman jako Ellen Gardner
- Louise Fletcher jako Mrs. McKeltch
- James Karen – generał Climet Wilson
- Bud Cort – Mark Weinstein
- Jimmy Hunt – policjant
- Kenneth Kimmins – oficer Kenney
- Christopher Allport – kapitan Curtis
- Charlie Dell – Cross
- Debbie Lee Carrington – Drone

i inni.